# Jean Corvin
Pour les articles homonymes, voir Corvin.

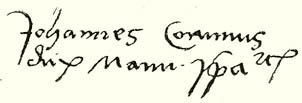
Sa signature

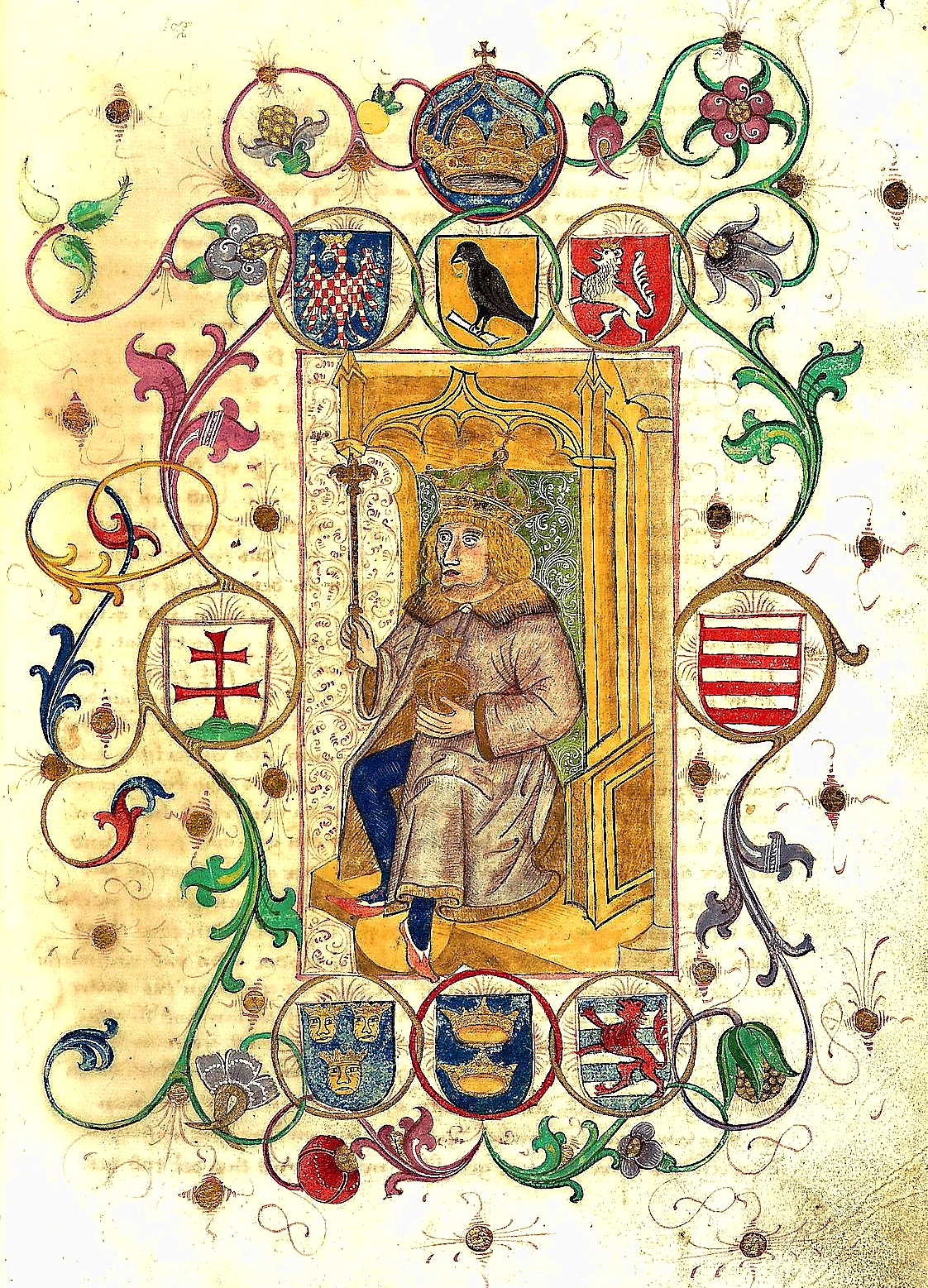
Armoiries des Corvin

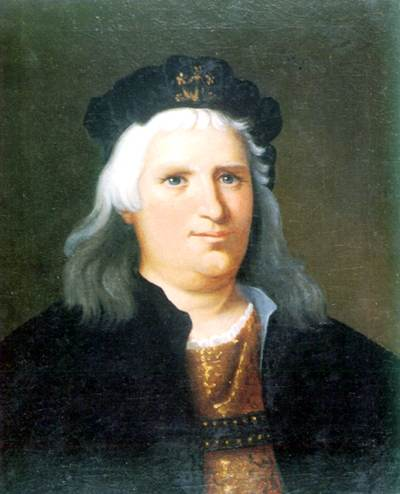
Jean Corvin, roi de Bosnie

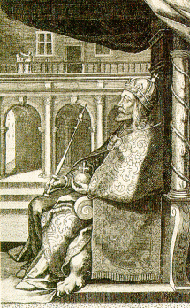
Vladislas Jagellon

Jean Corvin (en hongrois : Corvin János ; en croate Ivaniš Korvin ; en tchèque Jánoš Korvín), né le 2 avril 1473 à Buda (Hongrie) et mort le 12 octobre 1504 à Krapina (Croatie), fils illégitime du roi de Hongrie Matthias Corvin, est comte Hunyadi, duc de Slavonie, d'Opava, de Głubczyce et de Głogów, prince de Liptó, roi de Bosnie de 1495 à 1499, et ban de Croatie et Slavonie de 1498 à sa mort.

## Biographie

### Origines familiales et jeunesse
Il  naît le 2 avril 1473 d'une liaison entre le roi Matthias Ier, roi de Hongrie et roi de Bohême, et Barbara Edelpeck, une roturière de la ville de Krems an der Donau (aujourd'hui en Basse-Autriche), précisément de la localité de Stein, qui se sont rencontrés en 1470 lors d'une chasse aux environs de Vienne. Son prénom lui vient de son grand-père paternel Jean Hunyadi. 
En 1476, Matthias épouse Béatrice de Naples, fille du roi de Naples (Sicile péninsulaire) Ferdinand Ier. La même année, Barbara épouse un roturier du nom de Frédéric, et ils vivent ensuite dans le château d'Enzersdorf que le roi Matthias a offert à Barbara. Elle meurt à Klosterneuburg en février 1495, cinq ans après le roi de Hongrie.
Jusqu'en 1476, Jean réside à Besztercebánya (actuelle Banská Bystrica, en Slovaquie), dans une résidence choisie par le roi, où il est élevé par sa grand-mère paternelle Erzsébet Szilágyi. Ses études sont confiées à un Italien, Taddeo Ugoletto, directeur de la Bibliotheca Corviniana. 
Au cours de son enfance, Jean est victime d'un accident qui le laisse légèrement boiteux de la jambe gauche. « Jeune homme intelligent mais un peu mou », Jean Corvin est décrit par un Vénitien en ces termes : « Il est dévot, religieux, ne se met jamais en colère ; si l'on accuse quelqu'un devant lui, il répond : ce n'est peut-être pas vrai. Il entend trois messes par jour, mais quant au reste il ne s'émeut pas plus qu'une statue ».

### Légitimation et désignation comme successeur de Matthias (1479-1490)
Comme souvent dans le cas des enfants illégitimes, le roi Matthias le destine d'abord à entrer dans l'Église (il envisage d'en faire l'évêque de Győr), puis perdant espoir que son épouse Béatrice lui donne un héritier légitime, il décide de faire de Jean son successeur. 
En 1479, il le reconnait officiellement, et le fait d'abord comte Hunyadi, puis, en 1481, prince de Liptó (aujourd'hui Liptovský Mikuláš, en Slovaquie), et le dotant de vastes domaines en Silésie. 
Il le désigne publiquement comme son successeur et ordonne aux commandants de toutes les forteresses du royaume de lui jurer allégeance. 
Au cours des années 1480, il fait de lui  le seigneur de Toszek, d'Opava, de Racibórz, de Krnov, de Kozel, de Bytom, de Głubczyce et de Głogów. 
Il tente de le marier avec Blanche-Marie Sforza, fille du duc de Milan Galéas Marie Sforza, projet auquel s'oppose la reine Béatrice par diverses intrigues, et qui échoue, puisque Blanche-Marie épouse en 1494 Maximilien d'Autriche.
Matthias veut aussi faire reconnaître Jean comme prince héritier de Bohême par l'empereur Frédéric III, la Bohême faisant partie du Saint-Empire, contrairement à la Hongrie. Il propose à l'empereur, qui est aussi le chef de la maison de Habsbourg, de restituer les conquêtes réalisées en 1485 aux dépens de ses possessions héréditaires ; mais sa mort inattendue le 6 avril 1490 fait échouer ce projet.
Le jeune prince se retrouve seul, à 17 ans, dans une cour où il a des ennemis puissants.

### Après la mort de Matthias Corvin
Il accepte de renoncer au trône de Hongrie, en échange de la couronne de Bosnie[pas clair] (pays occupé depuis 1478 par l'armée ottomane). 
Jean Corvin part vers le sud[pas clair] avec les richesses que son père lui a donnés[Quand ?], puis des troupes sont envoyées pour le capturer[Quand ?].
Le 15 juillet 1490, la Diète élit Vladislas Jagellon, roi de Bohême (Vladislas IV, en concurrence avec Matthias Corvin) comme roi de Hongrie. Jean le reconnaît rapidement et est reconnu comme duc de Slavonie (fief du royaume de Croatie) et de Troppau (fief du royaume de Bohême).
Lors de l'invasion de la Hongrie par Maximilien d'Autriche[Quand ?], il montre sa loyauté en lui abandonnant les forteresses de Pozsony, de Komárom et de Tata.
Cependant, encouragés par sa complaisance[pas clair], les grands dignitaires, menés par le palatin de Hongrie Étienne Zapolya, lancent une série de procédures judiciaires afin de le dépouiller des possessions qui lui restait, tout en le discréditant aux yeux du roi.
En 1495, Jean renonce aux titres de duc de Slavonie et de Troppau.

### Ban de Croatie
Cependant, en 1496, Jean Corvin épouse Béatrice, fille de Bernardin Frankopan, alors âgée de 16 ans. 
Admis dans la plus haute société croate il est nommé en 1498 ban à vie de Croatie et de Slavonie et c'est en tant que tel qu'en 1503, il accorde au capitaine Paul Rattkay le château et le fief de Veliki Tabor.
De 1499 à 1502, il défend avec succès la partie ouest de la Bosnie contre l'envahisseur ottoman :
en 1501, il reprend aux Turcs la ville royale de Jajce en Bosnie.

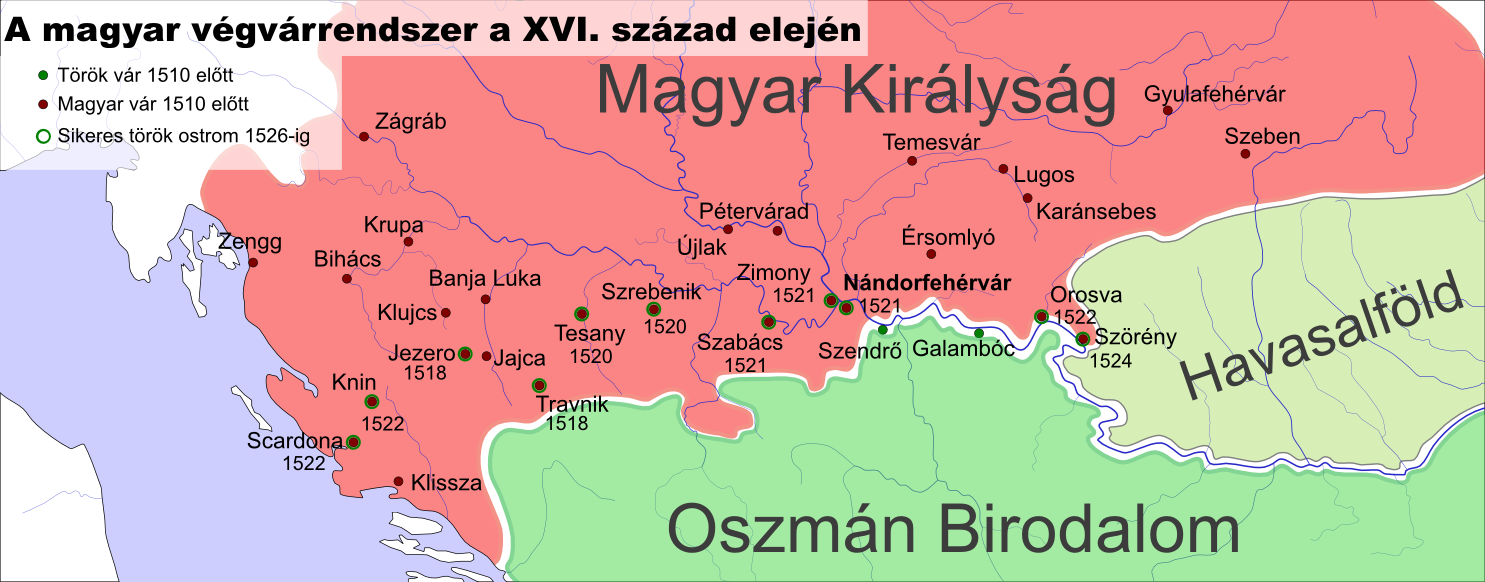
La frontière de la Hongrie avec l'Empire ottoman au début du XVIe siècle avant la défaite de Mohács en 1526, avec pour les villes conquises par l'envahisseur la date de leur chute.
Úljak = Ilok ; Nándorfehérvár = Belgrade ; Szendrő = Smederevo ; Érsomlyó = Vršac ; Orosva = Orșova ; Szörény = Severin ; Havasalföld = Valachie ; "Scardona" = Skradin ; Klissza = Klis

En 1503, il brigue le poste de Palatin, mais échoue du fait des manœuvres de la reine Béatrice et autres ennemis.

### Mort et succession
Il est mort à Krapina le 12 octobre 1504, à l'âge de 31 ans. 
Sa tombe se trouve  dans l'ancien monastère paulin de Lepoglava, qu'il avait fait fortifier en 1491.

Au XIXe siècle, Jean Corvin est devenu pour certains un personnage romantique.
Il laissait un fils, Christophe, né en 1499 et mort le 17 mars 1505, et une fille, Élisabeth, née en 1499 et morte en 1508 : avec Christophe  s'éteint le dernier héritier mâle de Jean Hunyade.

Sa veuve devait épouser le margrave Georges de Brandebourg, et mourut en 1510.